# The Shallows
The Shallows (titulada Miedo profundo en Hispanoamérica e Infierno azul en España) es una película de drama y suspenso estadounidense de 2016, dirigida por Jaume Collet-Serra y protagonizada por Blake Lively. Tuvo un 79% de críticas positivas de parte de Rotten Tomatoes.

## Sinopsis
Tras la muerte de su madre, la estudiante de medicina Nancy Adams (Blake Lively) decide viajar a una desolada y secreta playa para practicar surf, pero durante el transcurso es atacada y herida en una pierna por un tiburón blanco. Ella logra permanecer fuera del agua, alojándose en una roca a 180 metros de la orilla siendo acosada por el tiburón que merodea constantemente. Teniendo como única compañía a una gaviota con una ala herida a la que llama "Steven", Nancy intentará mantener la herida limpia y cubierta hasta que alguien venga a rescatarla.

## Argumento
La película empieza con un niño (Pablo Calva) que golpea un balón de fútbol a lo largo de la orilla de una playa. Él encuentra en el oleaje una cámara GoPro unida a un casco y la recoge. El vídeo en la GoPro es de un hombre que lucha por salir del agua hacia una roca solo para ser arrastrado a las profundidades y ser asesinado por un enorme tiburón. El niño después huye corriendo de la playa.
Poco después de la muerte de su madre (Janelle Bailey), víctima de cáncer, la estudiante de medicina Nancy Adams (Blake Lively), viaja a una playa aislada en México (en Brasil en la versión para Hispanoamérica) para surfear, la cual es también la misma playa en la que su madre ha surfeado después de descubrir que estaba embarazada de Nancy muchos años antes. Nancy consigue llegar a la playa con ayuda de Carlos (Óscar Jaenada), un residente local amistoso, que se niega a decirle el nombre de la playa y se limita a decir que es el paraíso. Después de llegar a la playa, Nancy se encuentra con otros dos residentes locales (Angelo Lozano Corzo y José Trujillo Salas) y los tres surfean en las olas durante varias horas.
Mientras toma un descanso en la arena, Nancy realiza una videollamada con su hermana Chloe (Sedona Legge) para hacerle saber que ella se encuentra surfeando en la playa de su madre. Cuando Nancy habla con su padre (Brett Cullen), se revela que la muerte de su madre ha causado que Nancy considere abandonar la escuela de medicina. La conversación se vuelve emocional y tensa, Nancy cuelga para surfear en una ola más en la tarde, antes de regresar a su hotel. A la espera de una ola, Nancy descubre el cadáver de una gran ballena jorobada flotando a unos veinte metros. Mientras observa a la ballena, Nancy ve lo que parece ser una gran mordedura en su lomo, lo que al parecer le ha causado la muerte. Si bien Nancy encuentra una última ola para surfear antes de abandonar la playa, un gran tiburón blanco golpea la tabla de surf haciéndola caer y Nancy se golpea la cabeza con una roca sumergida. A medida que trata de mantenerse sobre su tabla, el tiburón le muerde la pierna, tirando de ella hacia abajo. Nancy se arrastra sobre el cadáver de la ballena, donde permanece hasta que el tiburón se aleja. El tiburón comienza a mover a la ballena muerta desde abajo para hacer que Nancy caiga al agua, pero Nancy se da cuenta y logra arrojarse al agua, el tiburón hace que varias gaviotas caigan al agua y una de ellas que intentaba escapar hacia la superficie se estampa contra Nancy rompiéndose un ala. Nancy y la gaviota nadan hacia una roca aislada, donde ella une los cortes de la herida utilizando sus pendientes y un colgante, después coloca un torniquete improvisado usando la correa de su tabla de surf y la manga de su traje de neopreno en su pierna para detener el sangrado. Los dos surfistas se van, sin darse cuenta de la situación de Nancy, viéndose esta obligada a pasar la noche fría en la roca junto a la gaviota herida.
En la madrugada siguiente, Nancy observa a un hombre de la localidad (Diego Espejel) borracho desmayado en la orilla. Nancy consigue llamar su atención pero, en lugar de ofrecer ayuda, el hombre roba su teléfono, su dinero y su mochila en la arena. Después de darse cuenta de la tabla de surf flotando en el agua, el hombre ingresa en el agua para recogerla, solo para ser atacado y partido a la mitad por el tiburón. Varias horas más tarde, los dos surfistas con los que Nancy había surfeado el día anterior regresan. Cuando los dos se meten al agua antes de que Nancy pueda avisarles, ambos son asesinados por el tiburón. Nancy recupera el casco con la cámara GoPro de uno de ellos cuando trataba de nadar a la roca, y después de otro ataque cercano del tiburón graba un mensaje para su padre y su hermana, luego lanza el casco hacia la orilla.
Con la marea alta cerca, Nancy descubre que la roca se va a sumergir pronto. Después de curar a la gaviota para que pueda salvarse, Nancy reconoce que éste todavía no podrá volar por lo que Nancy se despide de su amigo gaviota subiéndolo en una mitad de su tabla de surf y dejando que se vaya a la espera de que la tabla llegue a la orilla. Sabiendo que no podrá contar con ayuda ella se dedica a observar al tiburón, Nancy descubre que el tiburón nada en círculos desde la ballena muerta a la roca, por lo que cuando el tiburón regresa donde la ballena, Nancy nada a una boya cercada, evitando por poco al tiburón nadando a través de un grupo de medusas, que pican tanto al tiburón como a Nancy. Nancy encuentra una pistola de bengalas en la boya pero no consigue llamar la atención de un buque de carga que pasa a adentrarse en el mar. Nancy le dispara una bengala al tiburón, que se prende fuego debido a la grasa de ballena flotando, a pesar de que este se sumerge en el agua antes de sufrir graves quemaduras. El tiburón comienza a atacar furiosamente la boya, arrancando las cadenas que la sujetan al fondo del océano. Nancy se agarra a la última cadena restante y ya que es arrancada de la boya ella es tirada violentamente hacía el suelo marino. El tiburón persigue a Nancy a gran velocidad hacia abajo, pero en el último momento, Nancy se echa a un lado mientras el tiburón por la inercia que llevaba se empala contra las varillas que constituyen la estructura de hormigón de la boya.
El casco con la cámara GoPro se encuentra flotando cerca de la orilla y es encontrada por el hijo de Carlos (el niño que jugaba con la pelota de fútbol al principio), que lleva a su padre a la playa. Luego Carlos encuentra a Nancy flotando malherida en las aguas poco profundas mientras que su hijo corre en busca de ayuda. Nancy revive luego de ver una alucinación de su madre que le dice que todo va a estar bien. Mientras Nancy mira alrededor de la playa descubre que su amigo gaviota también ha llegado a la orilla y corre hacía ella luego de haberla reconocido.
Un año más tarde, Nancy y Chloe surfean en la playa de Galveston, Texas mientras su padre le dice que su madre hubiera estado muy orgullosa.

## Reparto
| Personaje                   | Actor original             | Actor de doblaje   | Actor de doblaje  |
| --------------------------- | -------------------------- | ------------------ | ----------------- |
| Nancy Adams                 | Blake Lively               | Jessica Segura     | Bandera de México |
| Carlos                      | Óscar Jaenada              | Thiago Machado     | Bandera de Brasil |
| Sr. Adams (padre de Nancy)  | Brett Cullen               | Ricardo Brust      | Bandera de México |
| Chloe Adams                 | Sedona Legge               | Nycolle González   | Bandera de México |
| Sra. Adams (madre de Nancy) | Janelle Bailey             | No se doblo        | No se doblo       |
| Surfista #1                 | Angelo José Lozano Corzo   | Alexandre Drummond | Bandera de Brasil |
| Surfista #2                 | José Manuel Trujillo Salas | Felipe Drummond    | Bandera de Brasil |
| Hijo de Carlos              | Pablo Calva                | Yago Machado       | Bandera de Brasil |
| Hombre borracho             | Diego Espejel              | ¿?                 | ¿?                |
| Voz de teléfono             | ¿?                         | Krysna Días        | Bandera de Brasil |

### Curiosidades
- En la versión original, la ubicación geográfica de la isla es en México y en la versión doblada la ubicación fue cambiada a Brasil. Esto debe de ser porque la mayoría de los personajes son mexicanos y hablan mucho español.
  - Es la primera película de Sony Pictures en ser doblada por LaboPrime. Así como la primera película en tener una colaboración con Brasil.

## Producción
Inicialmente la cinta sería dirigida por Louis Leterrier pero no aceptó, después fue considerado Jaume Collet-Serra para el trabajo. Blake Lively se sumó al reparto en agosto del 2015, ese mismo mes el nombre de la película fue cambiado de "In The Deep" a "The Shallows". La cinta se comenzó a filmar el 28 de octubre de 2015 en Nueva Gales del Sur, Australia.